# Timmy Dooley
Timmy Dooley (ur. 13 lutego 1969 w Mountshannon w hrabstwie Clare) – irlandzki polityk i przedsiębiorca, deputowany i senator, współprzewodniczący Porozumienia Liberałów i Demokratów na Rzecz Europy.

## Życiorys
Absolwent handlu na University College Dublin. Pracował w sektorze prywatnym, zajmując się sprzedażą, marketingiem i rozwojem biznesu w branży IT. Został członkiem Gaelic Athletic Association. W 1987 zaangażował się w działalność polityczną w ramach Fianna Fáil, w 2013 został jej wiceprzewodniczącym. Działał w partyjnej młodzieżówce Ógra Fianna Fáil, kierował jej strukturami na macierzystej uczelni. Od 2002 do 2007 zasiadał w Seanad Éireann z ramienia panelu administracyjnego. W 2007 wybrany na posła do Dáil Éireann, uzyskiwał reelekcję w 2011 i 2016. W 2020 bez powodzenia kandydował do tej izby, w tym samym roku został z nominacji premiera został ponownie członkiem Seanad Éireann. W 2024 po raz kolejny uzyskał mandat deputowanego do niższej izby parlamentu.
W ramach swojej partii był rzecznikiem ds. transportu, turystyki i sportu (2011–2016) oraz ds. klimatu, sieci komunikacyjnych i transportu (2016–2020). W 2019 ujawniono, że podczas głosowania w parlamencie za nieobecnego polityka głos oddał deputowany Niall Collins.
Pełnił funkcję wiceprzewodniczącego Porozumienia Liberałów i Demokratów na Rzecz Europy. W 2021 tymczasowo objął funkcję współprzewodniczącego (razem z Iłchanem Kjuczjukiem) partii po śmierci Hansa van Baalena. W czerwcu 2022 obaj politycy zostali wybrani na współprzewodniczących ugrupowania. Pełnili tę funkcję do października 2024.
W 2025 powołany na stanowisko ministra stanu w departamencie rolnictwa, żywności, rybołówstwa i gospodarki morskiej.

## Życie prywatne
Żonaty z Emer McMahon, ma dwoje dzieci.